# 船問屋

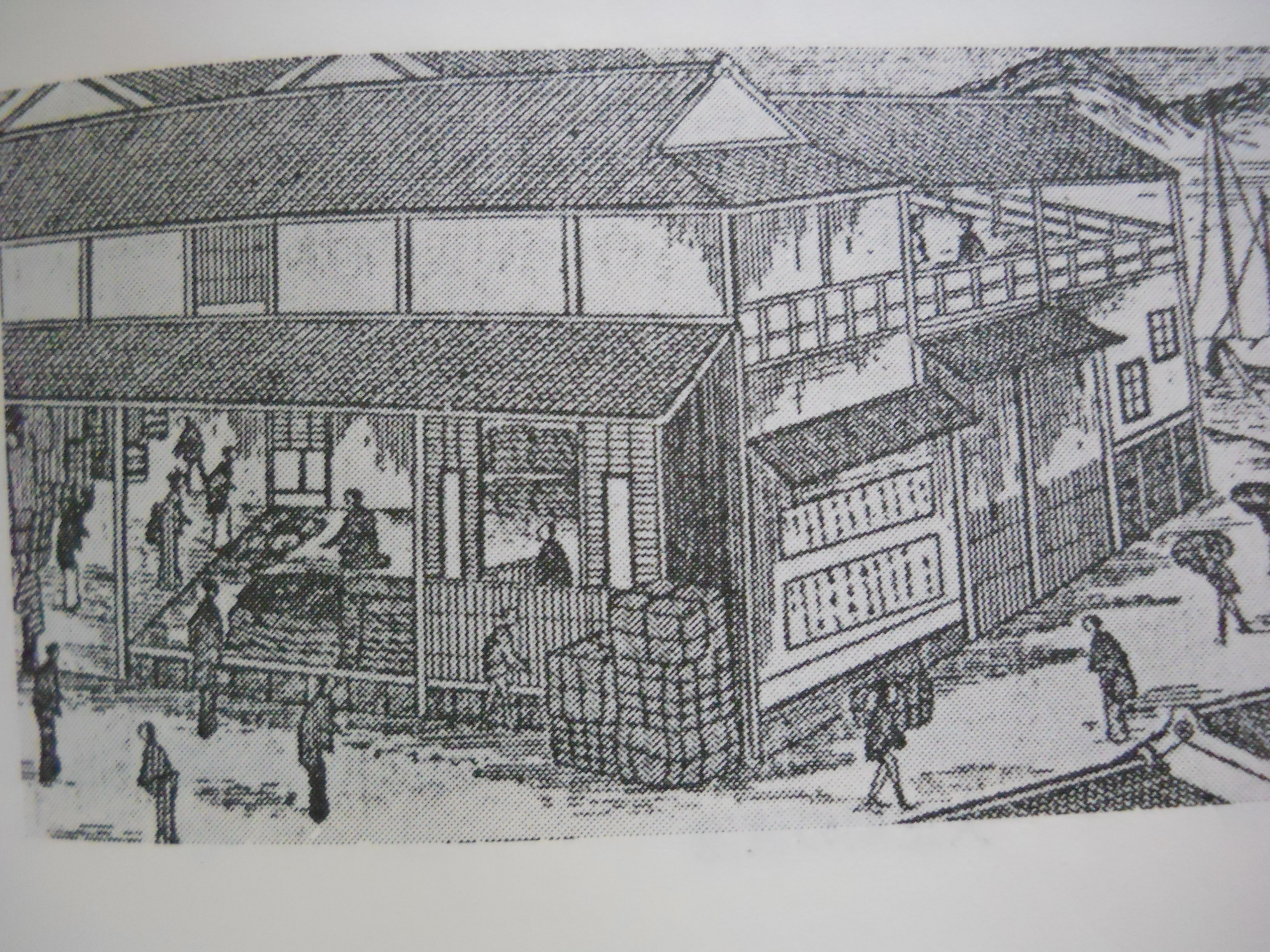
武良惣平が境港で営んでいた船問屋を描いた絵

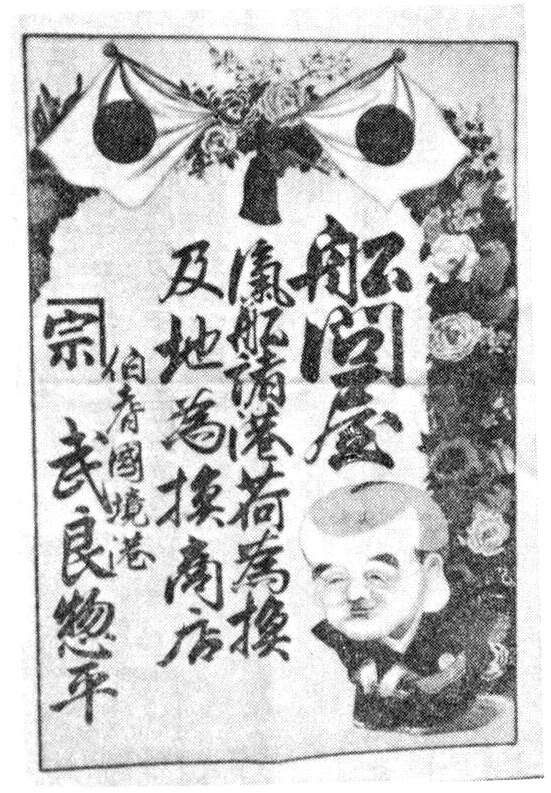
武良惣平の船問屋の広告

船問屋（ふなどいや/ふなどんや）は廻船問屋（かいせんどいや/かいせんどんや）・廻漕問屋（かいそうどいや/かいそうどんや）・回漕店（かいそうてん）とも呼ばれ、室町時代から明治維新にかけて、河岸や港において廻船などの商船を対象として様々な業務を行った問屋のこと。ただし、広義において船宿（ふなやど）も「船問屋」に含める場合がある。
現在においては港湾運送事業法に基づく事業であり、大森回漕店、後藤回漕店、北村回漕店など、名前を残す事業者が存在する。

## 概要
積荷の売買に関連して船主のために積荷を集めたり、船主と契約を結んで積荷を運送したりする運送取次・取扱の役目を果たした。更に他の地域からの廻船（客船）と契約を結んでこれを受け入れて積荷の揚げ降ろしなどを行って口銭を得る場合もあった。船問屋は積荷の引取・売買だけではなく、積荷の保管・管理、売買相手の斡旋・仲介、相場情報の収集・提供、船舶に関わる諸税の徴収、船具や各種消耗品の販売などその扱う分野は幅広いものがあった。また、船問屋は必ずしも船を所有している訳ではなく、必要に応じて付船（船主から船を傭船・借船する）を行って廻船を仕建てることを専門とする者もおり、こうした問屋は特に付船問屋・仕建問屋と称した。商品を扱う荷主、輸送を行う船主、両者を取り次ぐ船問屋の3者が分化するようになったのは全国的な商品流通網が発展した江戸前期以後のことである。
明治になると徐々に鉄道が整備されたことで貨物輸送の主軸が陸路に移り、伝統的な船問屋は廃業するか海運業に転換した。武良惣平（水木しげるの曾祖父）は江戸後期に境港で船問屋を始め、一時期は木綿操綿古手類卸商、荷為換取扱所など海運関連の事業を展開し繁盛していたが、明治になると鉄道便に仕事を奪われ、水木しげるの父が生まれる頃には廻船業は立ちゆかなくなっていたという。
昭和以降、三陸地方においては、他県の漁船が来て三陸沖の漁場で操業するのを世話する業務で、廻船問屋と呼ばれるものがある。漁港に訪れた漁船食料、燃料、氷などを供給するほか、乙仲の業務、上陸した船員の食事や宿泊の世話、船舶の関連の保険業務などを行う。現代では三陸地方にしか残っていない。正式には、船主代行業というが、伝統的に「廻船問屋業」を名乗る業者もいる。

## 船宿
船宿（ふなやど）は廻船（客船）の船員（船頭・水主）に飲食を提供したり、泊める宿泊施設。屋形船や釣船を扱う舟宿（船宿）とは異なる。ただし、船頭などの上級の船員の宿泊施設のみを指し、水主などの宿泊施設は附船などと呼んで区別する場合もあった。
船員の上陸・宿泊は元来規制されていたが、荷物の積み降ろしや天候上の問題を理由とした船員の上陸・休養・宿泊が成り行きで行われるようになり、船宿が形成された。後には食糧・燃料・船具などの各種資材の供給や船に欠員が出た場合の補充船員の紹介、気象情報や資金貸付などの提供なども行い、飯盛女郎が置かれる場合もあった。また、現地の問屋と廻船（客船）との仲介業務や、海産物の加工・販売・斡旋、海難発生時には船頭・船員とともに役所に出頭して代言人の役目を果たした。
廻船問屋・船宿の間には規模の大小の違いなどはあるものの共通点も多く、両者の兼営も珍しくなかった。また、両方とも予め廻船側と客船契約を結んでいたが、時には同じ港の同業者との客争いに発展する場合があった。このため、権利関係を明確化する客船帳を作成した。